# Radio Campus Bordeaux
 (août 2023).
Radio Campus Bordeaux est une radio associative de catégorie A (sans publicité à l'antenne) qui diffuse ses programmes sur la bande FM. Créée en 1992, Radio Campus Bordeaux est une radio locale généraliste de proximité, destinée avant tout aux étudiants.

## Historique
L'idée de créer une radio spécifique à destination des étudiants bordelais naît en 1990 à l'initiative d'un collectif rassemblant étudiants et personnel administratif. La décision des présidents des trois universités d'inscrire le futur média dans le contrat quadriennal de développement de l'université Bordeaux Montaigne donne une réelle impulsion au projet, qui est défendu par Frédéric Dutheil et Michel Triboy devant le Conseil supérieur de l'audiovisuel au mois d'avril 1991. Après avoir été autorisée à émettre sur la fréquence 88.1 Mhz en juillet 1992, les premières émissions de la station débutent le 7 septembre 1992 depuis un studio de fortune aménagé dans les sous-sols de l'Université Bordeaux Montaigne avec pour directeur d'antenne Daniel Buffet.
La station compte plus de 75 bénévoles en 1994 et son audience est alors estimée à 15 000 personnes sur la communauté urbaine de Bordeaux.
L'exiguïté des locaux pousse très vite les dirigeants de l'université à envisager l'implantation de la station dans un espace plus adapté. En 1995, la radio prend ses quartiers dans de nouveaux studios (130 mètres carrés) aménagés au dernier étage de la Maison des arts, à Pessac. Son émetteur couvre une zone comprenant l'ensemble de la grande agglomération bordelaise, soit un rayon d'environ 30 kilomètres. Les programmes sont diffusées 24 heures sur 24 en modulation de fréquence (FM) et en streaming sur internet (certaines émissions étant par ailleurs disponibles en podcast).
Radio Campus est une association loi 1901 et possède son propre conseil d'administration. Elle est aidée financièrement par l'Université de Bordeaux et l'Université Bordeaux Montaigne, par la Région Nouvelle Aquitaine, le Département de la Gironde, les villes de Pessac, Talence, Gradignan et Mérignac, le CROUS et le Ministère de la culture et de la communication via le FSER (Fonds de Soutien à l'Expression Radiophonique).

## Zone de couverture de l'émetteur
Rayon de 30km à partir de l’antenne située sur le campus de l'Université Bordeaux Montaigne

## Émissions actuelles

### Programmation actuelle
La grille des émissions de Radio Campus Bordeaux reflète sa mission de valorisation des cultures alternatives et son rôle de laboratoire radiophonique.
Actuellement, Radio Campus Bordeaux propose une variété d'émissions toutes produites par des bénévoles avec l’assistance des salariés. Musique, actualité, sport, cuisine, jeux vidéos, et plus encore :
- Café Campus : Un programme qui met en avant des interviews et des discussions sur des sujets variés, souvent liés à la vie étudiante et aux initiatives locales.
- Le Pop Hebdo : Cette chronique hebdomadaire, comprise dans Café Campus se concentre sur l'actualité culturelle, musicale et artistique, offrant une perspective fraîche sur les événements récents.
- Passages : Une émission quotidienne qui explore divers thèmes culturels et sociaux, incluant des interviews d'artistes et des analyses de tendances.
- T'es vert : Une chronique consacrée aux questions environnementales, abordant des sujets comme le dérèglement climatique et les initiatives écologiques. A écouter dans Café Campus.
- Les Bons Crus : Une émission consacrée au HipHop offrant des commentaires et des analyses sur la musique rap accompagnés d'une sélection musicale variée[7].

### Diversité musicale
La station propose une large palette de genres musicaux, avec une attention particulière portée aux styles ambient et down-tempo. Les auditeurs peuvent également découvrir des émissions consacrées aux musiques des Antilles, témoignant de l'ouverture culturelle de la radio.

### Contenu local et étudiant
En tant que radio campus, la station accorde une place importante aux productions étudiantes et aux sujets concernant la vie universitaire bordelaise. Cette approche permet à Radio Campus Bordeaux de jouer un rôle de tremplin pour de jeunes talents en communication radiophonique.
Émissions thématiques
La grille des programmes comprend diverses émissions thématiques, abordant des sujets culturels, sociaux et d'actualité locale. Cette diversité contribue à son statut de radio généraliste, tout en maintenant une ligne éditoriale alternative.

## Pour compléter